# Inter-State Model T
Der Inter-State Model T war ein 1915 bis 1918 angebotener Personenwagen der US-amerikanischen unteren Mittelklasse. Hersteller war die Inter-State Motor Company in Muncie, Indiana. Dies war das einzige Modell dieses Herstellers. Für das Modelljahr 1915 erscheint gelegentlich die Bezeichnung Model TR; gemeint ist das gleiche Fahrzeug, das von allen Inter-State-Baureihen am besten dokumentiert ist.

## Modellgeschichte
Das Unternehmen war aus der insolventen Inter-State Automobile Company hervorgegangen, die zuvor Vier- und Sechszylindermodelle der gehobenen Mittelklasse angeboten hatte. Nach einem längeren Streit unter den Kapitalgebern und mit der Geschäftsleitung hatte einer der Hauptinvestoren, der Unternehmer Frank C. Ball, Mitbegründer und Teilhaber der Ball Corporation, die Anlagen übernommen und die Inter-State Motor Company gegründet. Produziert wurde am gleichen Standort. Wie die meisten Inter-State ist auch Model T ein Fahrzeug der Mittelklasse. Es ist jedoch kleiner und preiswerter als die bisherigen und daher in einem Segment unterhalb von diesen einzuordnen.
Es scheint, dass es Ball eher um die Rettung seiner bisherigen Investitionen ging als darum, selber ein Automobilhersteller zu werden. Das Modell T war trotzdem ein seriös konstruiertes und solide gebautes Automobil mit einem Preis lag im Mittelfeld seiner Konkurrenten. Es hatte jedoch stets mit mangelnder Bekanntheit und wohl auch knappen finanziellen Ressourcen zu kämpfen.

### Ford-Lizenzbau?

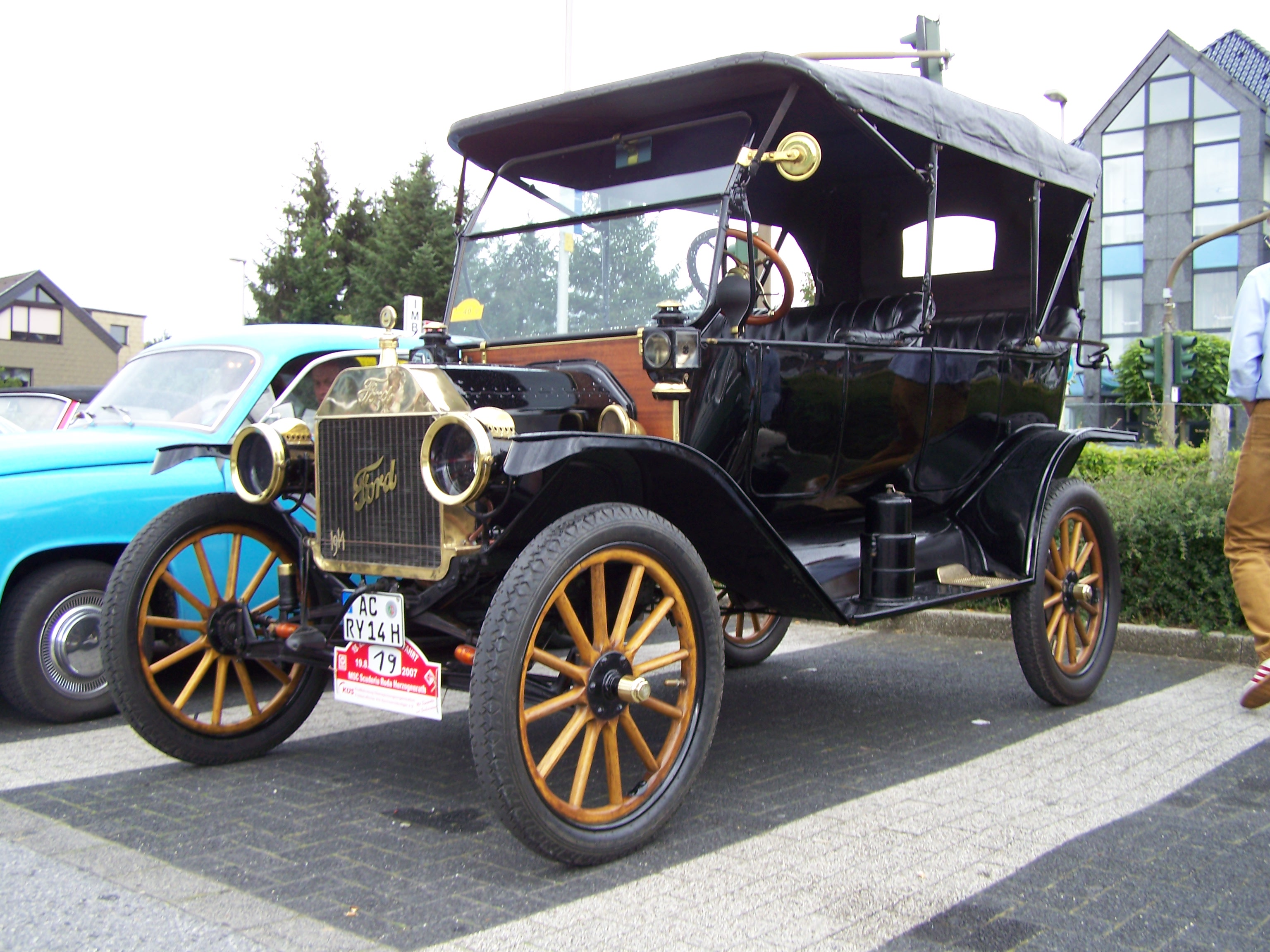
Ford Modell T Touring (1914)

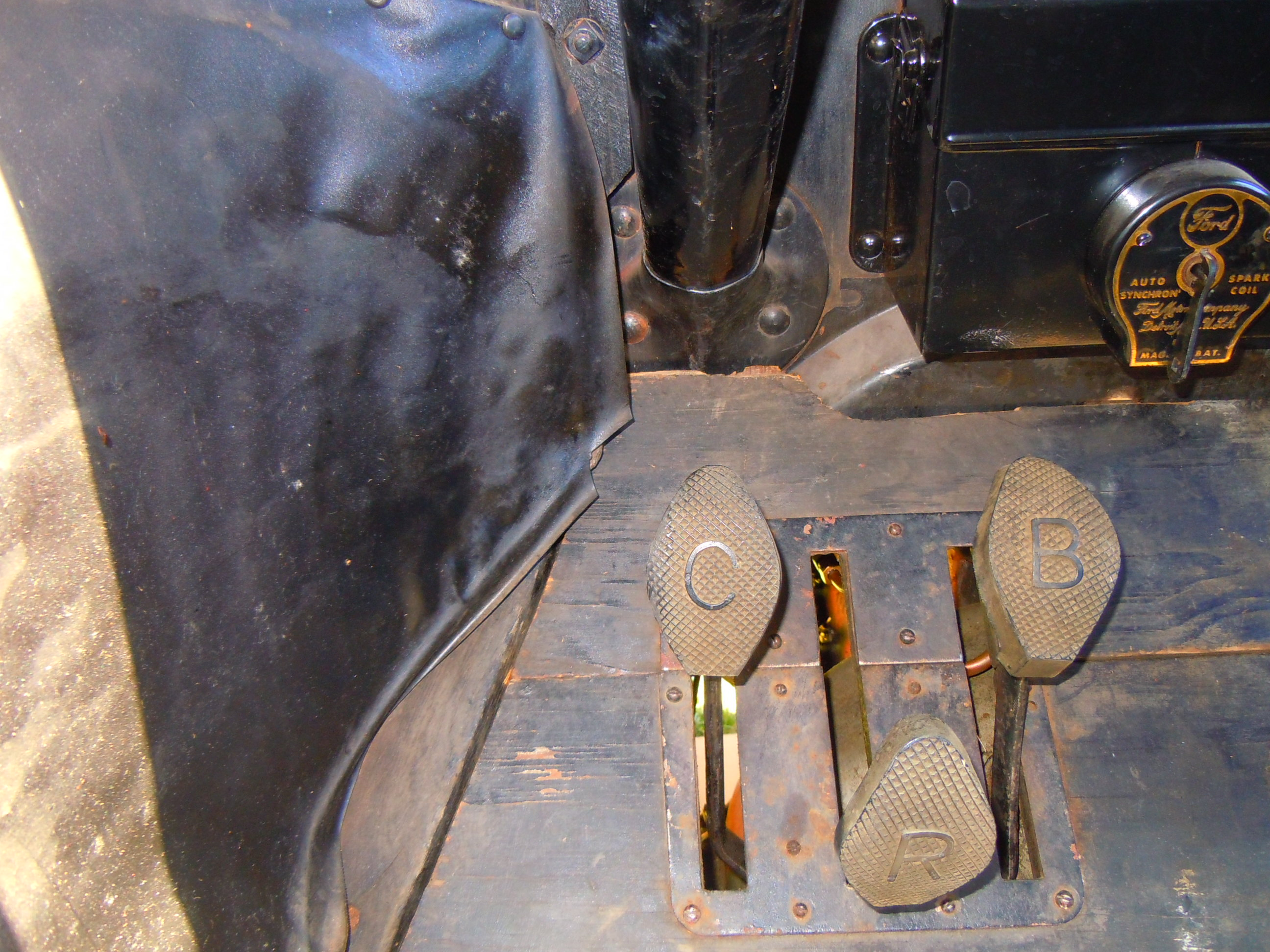
Ford Modell T: Pedale, von links Kupplung, Rückwärtsgang, Bremse. Im Hintergrund rechts die manuelle Zündverstellung.

Wohl wegen der Ähnlichkeit und der Typenbezeichnung "T", die aus heute nicht mehr nachvollziehbaren Gründen gewählt wurde und nicht in das markenübliche Schema passt, wird gelegentlich von einer Lizenzproduktion des Ford Modell T gesprochen.
Letztlich widerspricht eine solche Zusammenarbeit den Intentionen von Henry Ford, der Einflussnahmen von außen ablehnte und gerade erst die vollständige Kontrolle über sein Unternehmen erlangt hatte. Es gibt auch keine Hinweise auf solche Kooperationen mit anderen Lizenznehmern. Ford war im Gegenteil bemüht, das Unternehmen aus eigener Kraft wachsen zu lassen und gründete dazu Werke im In- und Ausland.
Es ist möglich, dass Inter-State Ford-Patente genutzt hat; eine Lizenzfertigung des kompletten Automobils kann aber ausgeschlossen werden: Der Motor des Inter-State Model T war zugekauft; daher käme hier allenfalls Rutenberg & Beaver als Lizenznehmer für die erste, seitengesteuerte Version in Frage; entsprechende Nachweise lassen sich jedoch nicht finden. Der Ford Modell T hat, im Gegensatz zum Inter-State Model T, ein Planetengetriebe, Handgas und je ein Pedal für Kupplung, Rückwärtsgang und Fußbremse; dazu ein Fahrgestell mit nur 100 Zoll (2540 mm) Radstand, Deichselachsen mit Querblattfedern vorn und hinten – ein völlig anderes Aufhängungskonzept – und eine auf das Getriebe wirkende Handbremse. Die meisten Quellen nennen eine "dreiviertelschwimmende Konstruktion" der Antriebswellen des Inter-State und eine "halbschwimmende" beim Ford; der Unterschied liegt darin, dass bei ersterer die Antriebswelle mehr Querkräfte aufnehmen muss. Die Karosserie des Ford T Touring hatte aus Kostengründen keine Fahrertür; der Zugang war ohnehin erschwert durch Schalt- und Handbremshebel, die links vom Fahrer angeordnet sind. Ein Preisvergleich zeigt, dass der "etwas luxuriösere" Inter-State in den meisten seiner vier Produktionsjahre doppelt so teuer wie der Ford war.
Preisvergleich: Ford Modell T Touring vs. Inter-State Modell T Touring:
| Modelljahr | Ford  | Inter-State |
| ---------- | ----- | ----------- |
| 1915       | 490.- | 1000.-      |
| 1916       | 440.- | 850.-       |
| 1917       | 360.- | 850.-       |
| 1918       | 360.- | 925.-       |

## Technik
Model T oder TR im ersten Modelljahr war die letzte Baureihe der Marke und vollständig neu konstruiert. Während sich äußerlich am Fahrzeug während der Produktionszeit wenig änderte, wurde der seitengesteuerte Motor 1917 durch einen obengesteuerten ersetzt. Dies waren die beiden kleinsten von Inter-State verwendeten Motoren.

### Motoren
Die Vierzylindermotoren für das Model T wurden zugekauft. Es sind zwei Versionen bekannt, die in Zylinderabmessungen und Leistung praktisch gleich sind und nacheinander verwendet wurden. Der Rutenberg & Beaver Four wurde in den Modelljahren 1915, 1916 und möglicherweise bis Anfang 1917 verwendet, der Beaver Four in den Modelljahren 1917 und 1918.
Four; Rutenberg & Beaver: Zu diesem Motor ist bekannt, dass er ein seitengesteuerter Vierzylinder-Reihenmotor mit 3½ Zoll (88,9 mm) Bohrung und 5 Zoll (127 mm) Hub und somit 192.42 c.i. (3153 cm³) einen Hubraum von aufweist. Der Motorblock ist aus einem Guss hergestellt. Die Leistung wird von Inter-State mit 30 bhp (22,4 kW) angegeben; 19,6 nach N.A.C.C.-Rating. Der Motor hat eine Wasserkühlung nach dem Thermosiphon-Prinzip, Schleuderschmierung und eine einfache Batterie-Zündanlage. (eine zeitgenössische Quelle nennt 1916 Doppelzündung.) Die Kurbelwelle ist dreifach gelagert. Ab 1916 gibt es einen Ölkreislauf mit Pumpe angehängt. Das Fahrzeug hat eine elektrische 6-Volt-Anlage der Remy Electric Company.
Welche Bewandtnis es mit dem Hersteller Rutenberg & Beaver hat, geht aus den Quellen nicht hervor. Denkbar ist eine Falschschreibung von Rutenber; demnach wäre der Motor entweder das Ergebnis einer Kooperation zwischen Beaver und Rutenber gewesen oder mit Rutenber-Patenten produziert worden.
Four; Beaver: Auch dieser in seinen Dimensionen mit dem Vorgänger praktisch gleiche Vierzylinder war zugekauft. Angegeben wird ein Hubraum von 192,408 c.i., was gerundet ebenfalls 3153 cm³ ergibt, und eine Leistung von 31 bhp (23,1 kW) (nach N.A.C.C. unverändert 19,6 PS). Die Thermosiphonkühlung wurde beibehalten. Die wichtigste Neuerung betrifft die Ventilsteuerung, die von manchen Quellen als OHV, von den meisten aber als valve-in-head bezeichnet wird. Eine Seitensteuerung wird von einer Quelle wohl irrtümlich erwähnt. Schebler-Vergaser sind zumindest für 1917 belegt.

### Kraftübertragung
Der Inter-State Model T hat ein Dreigang-Schieberadgetriebe, eine Konuskupplung und Kardanantrieb zur Hinterachse, deren Kegelrad-Achsgetriebe mit 4,00 : 1 untersetzt ist.
Schalt- und Handbremshebel waren nun in der Mitte im Fahrzeug angebracht statt links vom Fahrersitz.

### Fahrgestell und Aufhängung

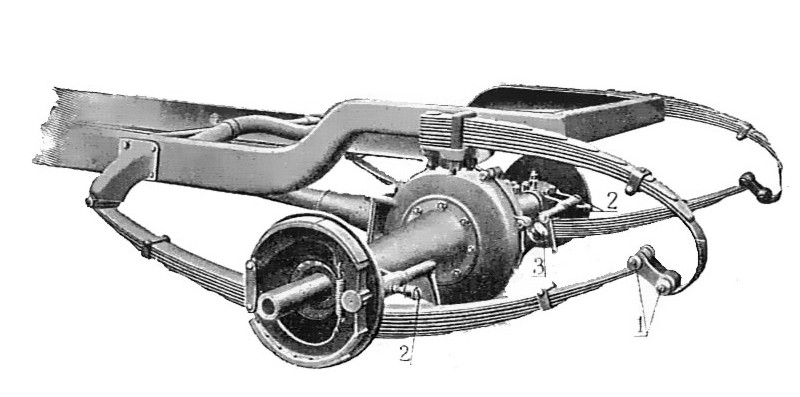
Typische Hinterachsaufhängung (1912) mit Dreiviertel-Elliptikfedern ("Underslung"-Bauweise mit oberhalb der Federn befestigter Achse).

Nach dem Luxuswagen Inter-State Model 45 war Model T die zweite Baureihe mit der sich gerade breit durchsetzenden Linkslenkung. Mit einem eher kurzen Radstand von 110 Zoll (2794 mm) ist es zudem das kleinste aller Fahrzeuge dieses Herstellers. Das Fahrgestell ist ein ab dem vorderen Drittel ausbauchender Leiterrahmen in Form eines nach vorn offenen "U". Eher untypisch ist, dass die Längsträger und die abschließende hintere Traverse übergangslos in einer 90° Biegung aneinander anschließen. Es gibt eine weitere Traverse in Wagenmitte und eine dritte, die das Gewicht des Getriebes samt dem hinteren Teil des Motors aufnimmt. Dieser scheint nach der Art der frühen Hispano-Suiza Teil des Fahrgestells zu sein, indem die seitlich am vorderen Teil des Motorblocks eingegossenen Streben zu Aufnahmen in den Längsträgern führen und somit zusätzlich zur Fixierung des Motors im Fahrgestell dieses auch versteifen.
Zur Benzinförderung wird "Schwerkraft" angegeben, was bedeutet, dass das Benzin aus einem höher liegenden Tank in den Vergaser fließt. Solche Tanks sind in der Regel unter dem Torpedoblech vor der Windschutzscheibe eingebaut.
Das Fahrzeug hat Starrachsen vorn und hinten; vermerkt wird meist eine dreiviertelschwebende Konstruktion, allerdings wird auch eine halbschwebende erwähnt. Ob dies eine konstruktive Änderung oder ein Versehen ist, ist nicht ersichtlich.
Die Aufhängung besteht, wie bei allen Inter-State, aus jeweils längs angeordneten vorderen Halbelliptik- und hinteren Dreiviertelliptik-Blattfedern. Die Spurweite beträgt 56 Zoll (1422 mm).
Wie seine Vorgänger und die meisten zeitgenössischen Automobile hatte Model T Artillerieräder mit vorn 10 und hinten 12 hölzernen Speichen. Die Reifendimension ist 33 × 4 Zoll. Immer noch sind die Ersatzreifen auf abnehmbaren Radkränzen (Felgen) aufgezogen. In Zeiten nicht abnehmbarer Räder war dies ein deutlicher Schritt zu mehr Komfort; man brauchte im Falle einer der häufigen Reifenpannen nur den Kranz auszutauschen. Zu Hause konnte man den defekten Reifen abziehen, reparieren oder tauschen; meist wurde der Kranz zum Fachmann gebracht. Der komplettierte Kranz kam als Ersatz wieder an den Wagen.
Die Lenkung ist eine Schneckenlenkung. Sowohl Fußbremse ("Service brake") als auch Handbremse ("Emergency brake") wirken auf die Trommelbremsen an der Hinterachse.

Die Fahrgestellnummer ist im Fahrzeug vor dem Fahrersitz angebracht. Sie ist eine reine Produktionsnummer und besteht aus einer vierstelligen Zahl zwischen 7100 und 11503.

### Karosserien
1915 war nur ein 5-sitziger Touring erhältlich, im folgenden Jahr ergänzt mit einem ebenfalls 5-plätzigen Sedan sowie Roadster und Coupé mit je 2 Sitzen. Statt letzterem wurde 1917 ein Divided Seat Touring mit 5 Plätzen und etwas besserer Ausstattung angeboten. Im verkürzten Modelljahr 1918 gab es je einen 2 und 4-sitzigen Roadster, die nun Touring Sedan genannte Limousine sowie den Touring.
Nur 1917 und 1918 wurde ein Kleintransporter angeboten, der im ersten Produktionsjahr Deluxe Delivery und im zweiten nur Delivery Wagon hieß.
Ob Inter-State die Karosserien selber hergestellt oder einen Spezialbetrieb damit beauftragt hat, ist nicht bekannt. Üblicherweise bestanden Karosserien zu dieser Zeit aus einem hölzernen Gerippe, das mit Blech verkleidet wurde.
Eine breite Auswahl an Farben scheint es nicht gegeben zu haben; ab 1916 und bis 1918 ist blau als einziger Farbton für den Touring belegt. Es ist möglich, dass dies die einzig lieferbare Farbe für das Modell T war, wahrscheinlicher ist jedoch, dass jede Karosserievariante ihren eigenen Farbton erhielt.

### Ausstattung
Die Serienausstattung umfasste bei der Markteinführung 1915 einen elektrischen Anlasser, Tachometer, elektrische Ladeanzeige, die erwähnten Räder mit abnehmbaren Felgen ("demountable rims") und die Windschutzscheibe bei offenen Fahrzeugen.
Elektrostarter waren sehr teure Komponenten. Ab 1916 wird er in der Ausstattungsliste nicht mehr erwähnt.
Immerhin kamen 1916 Verdeck und eine Schutzhülle für das geöffnete Verdeck hinzu. Weder Benzinstandanzeige noch Wassertemperaturanzeige gehörten zur Ausstattung; für letzteres gab es im Zubehörhandel Motorthermometer, die anstelle des originalen Verschlusses auf den Wasserkühler geschraubt wurden und vom Fahrersitz aus ablesbar waren. 1918 waren Uhr, Luftpumpe und elektrische Hupe im Grundpreis inbegriffen; damit war Model T eines der ersten Fahrzeuge mit einer serienmäßigen Uhr.

## Produktion

### Assembled vehicle
Das Fahrzeug war zumindest teilweise ein Assembled vehicle, das heißt aus zugekauften Komponenten zusammengestellt. Für die meisten kleineren Marken war dies die einzige Möglichkeit, kleine Serien in einem rauen Wirtschaftsklima und bei starker Konkurrenz wirtschaftlich realisieren zu können. Nur wenige hielten sich über einen längeren Zeitraum. In der öffentlichen Wahrnehmung galten sie meist als von minderer Qualität – oft zu Unrecht, wie Marken wie Biddle, Cole, Daniels, Handley-Knight oder Stephens nahelegen.

### Nutzfahrzeuge
Von Inter-State-Baureihen sind Nutzfahrzeuge einzig für das Modell T der Modelljahre 1917 und 1918 belegt. Es waren geschlossene Kastenwagen, die im ersten Produktionsjahr als Deluxe Delivery auf dem praktisch unveränderten Pkw-Fahrgestell angeboten wurden. Die Nutzlast betrug 850 lbs (385 kg). Er kostete ab US$ 850.- und eignete sich für Kleingewerbe und Ladengeschäfte mit Hauslieferdienst. 1918 hieß dieser Transporter Delivery Wagon und kostete US$ 875.-. Die Stückzahl ist nicht ermittelbar.

### Produktionszahlen
| Modelljahr | Stückzahl |
| ---------- | --------- |
| 1915       | 1.123     |
| 1916       | 1.238     |
| 1917       | 1.413     |
| 1918       | 876       |
| Total      | 4650      |

Die nebenstehenden Produktionszahlen nach Modelljahr beruhen auf Angaben der Automobilhistoriker Beverly Rae Kimes und Henry Austin Clark, jr. im Standard Catalogue of American Cars 1805–1942.
Außer im verkürzten Modelljahr 1918 schaffte Model T stets eine Stückzahl zwischen 1100 und 1400 Einheiten pro Jahr und lag damit jedes Mal – teilweise deutlich – höher als das beste Jahr der Vorgängermarke (1912) mit 1012 Einheiten. Die Zahl enthält auch die Lieferwagen. Ob sich damit die Produktion des für größere Stückzahlen konzipierten T rechnete, geht aus den Quellen nicht hervor. Über die Hälfte aller 8182 von beiden Herstellern gebauten Inter-State waren demnach Modell T; der Rest verteilte sich auf vier Baureihen.

## Markt

### Einige Vertreter der US-Mittelklasse

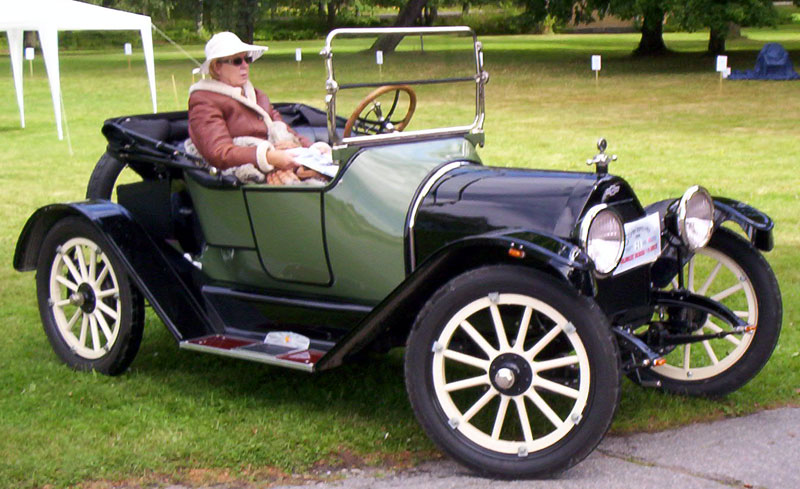
Chevrolet H-2 "Royal Mail" Roadster (1915), US$ 750.-
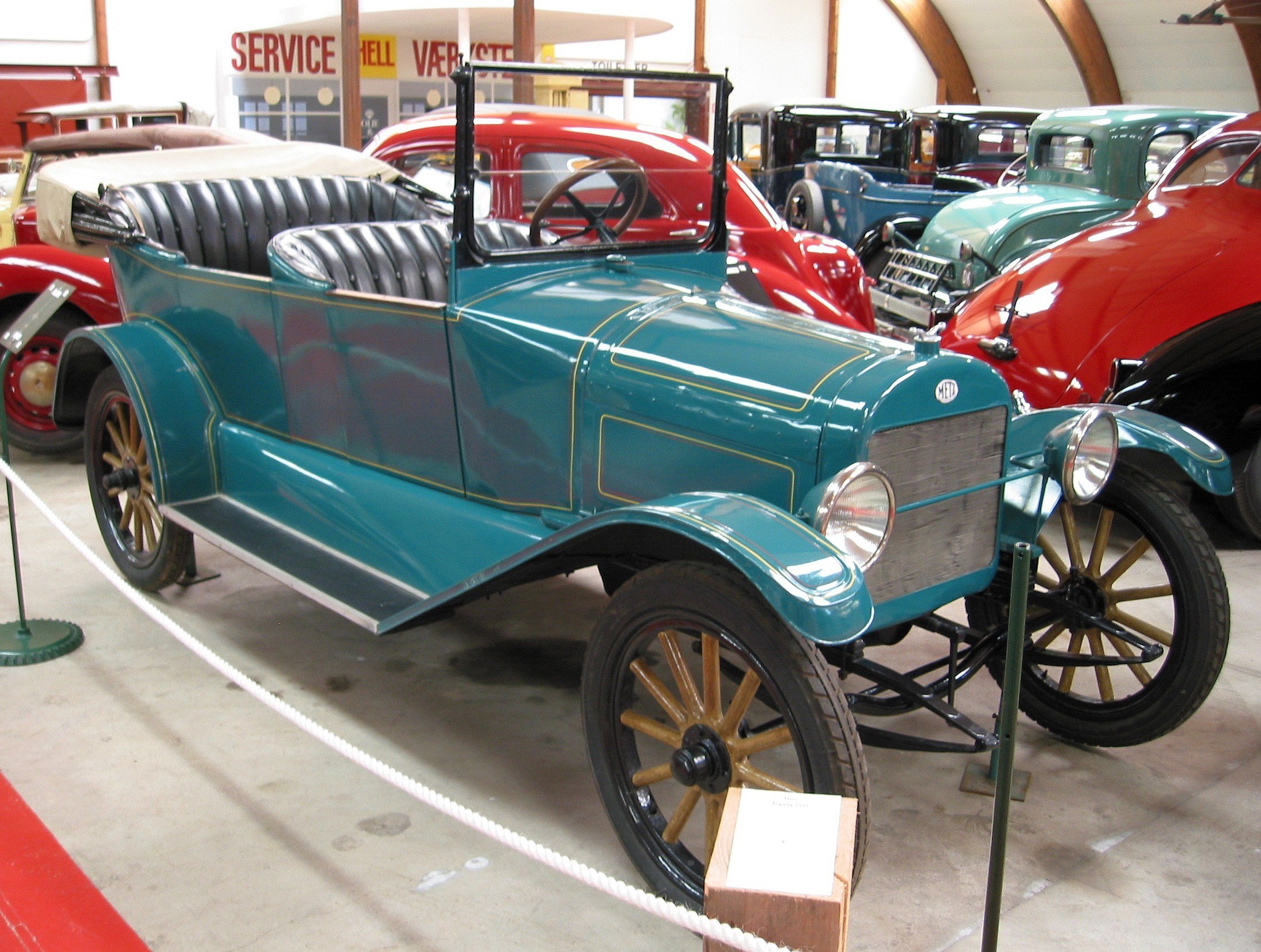
Metz Model 22 (1915), ein Kleinwagen mit Friktionsgetriebe; US$ 495.-
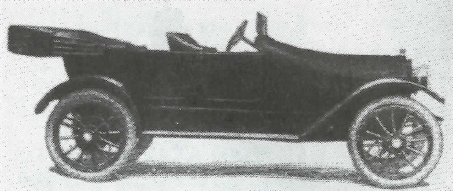
Lambert Model 48-C Touring (1915), US$ 1200.-
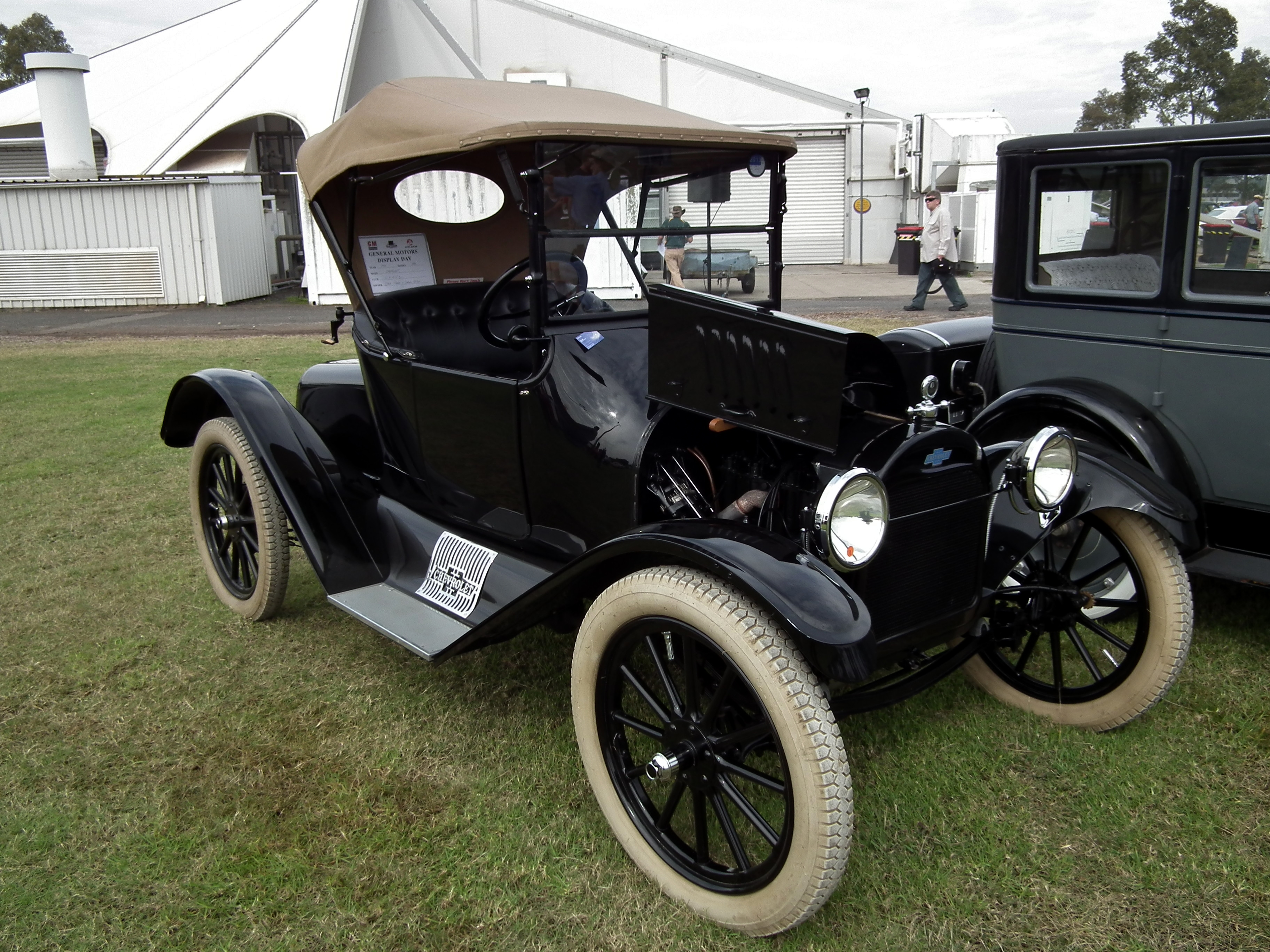
Chevrolet 490 Runabout (1916), US$ 490.-
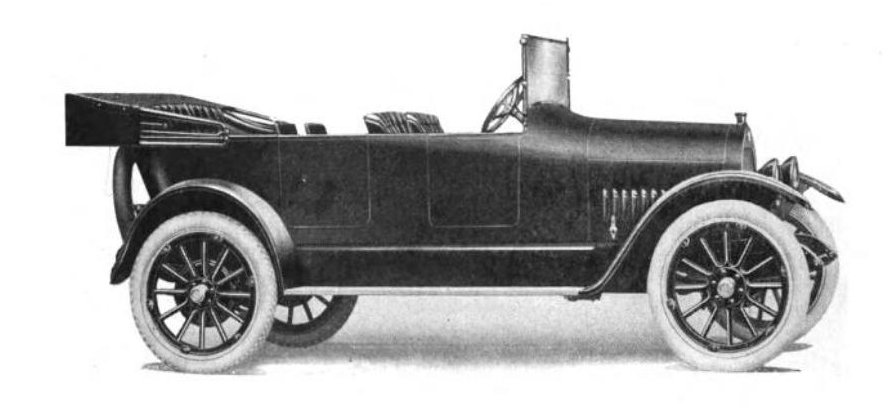
Jeffery Four Model 462 Touring, ab US$ 1000 (1916)
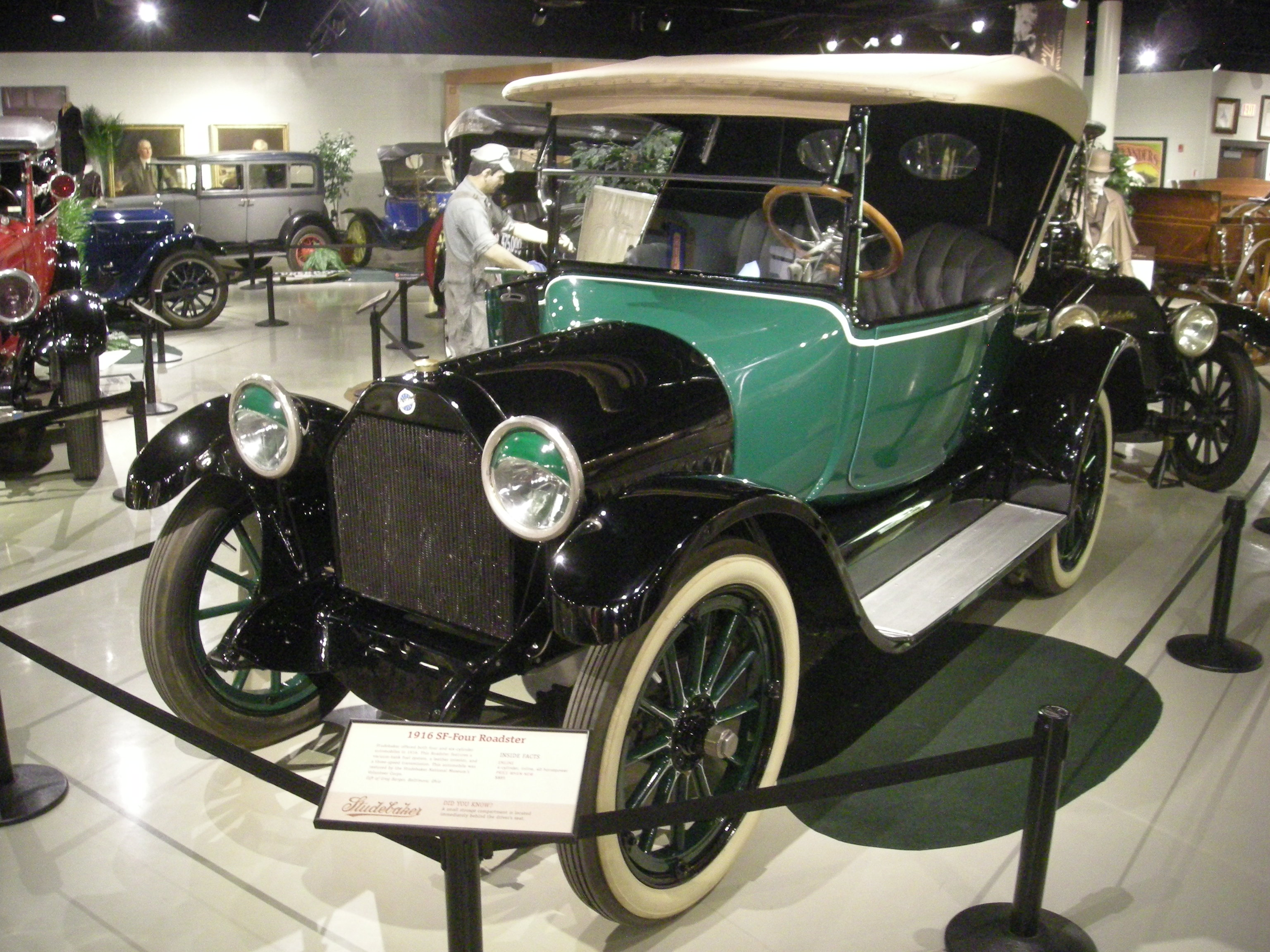
Studebaker Studebaker Four Model SF Roadster (1916), US$ 850.-
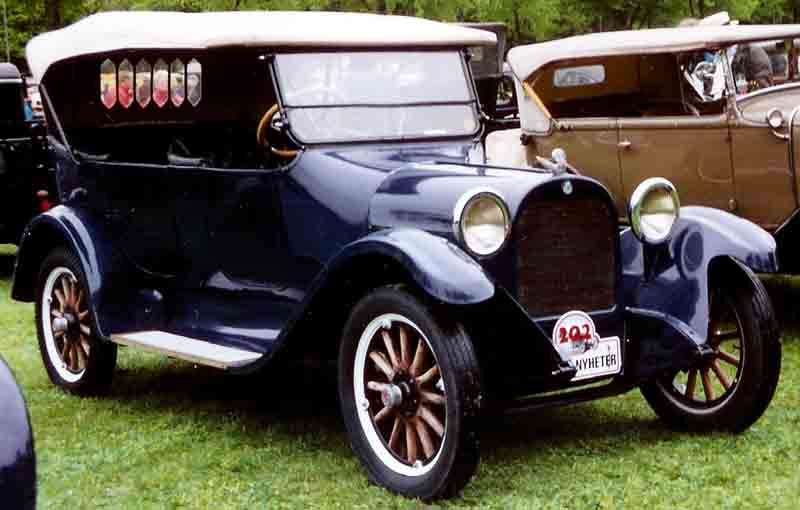
Dodge Model 30 Touring (1917); US$ 835.-

### Position

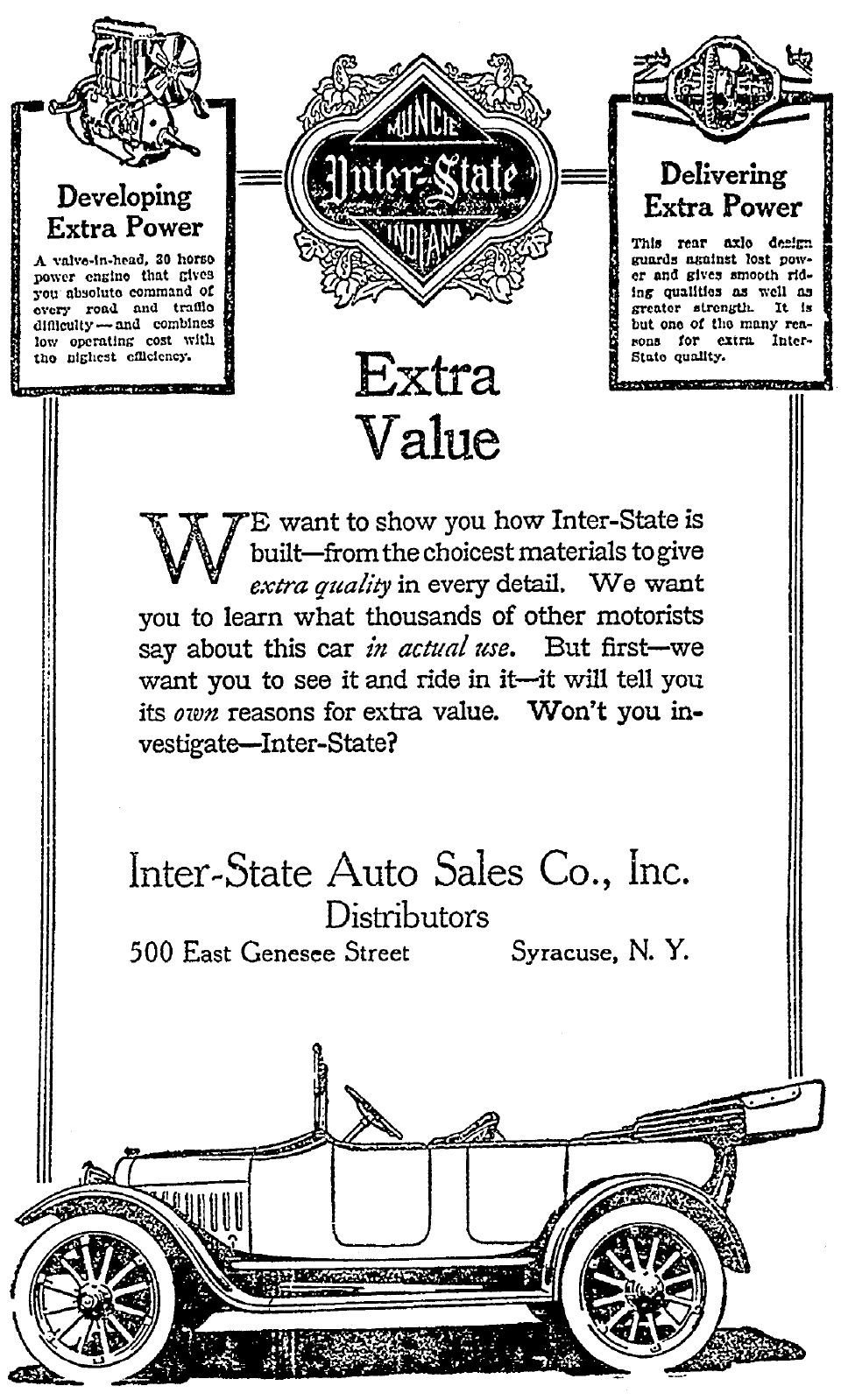
Diese Anzeige der New Yorker Inter-State-Vertretung für das Model T weist auf den Motor mit 30 bhp Leistung und die kraftschonende Hinterachskonstruktion für mehr Laufruhe hin (1916).

Ab 1915 begann Henry Ford, sein Ford Modell T am Fließband zu produzieren. Das führte zu stetig sinkenden Listenpreisen bei gleichzeitig explodierenden Verkaufszahlen; der Automobilmarkt wurde mehr und mehr von Ford erobert und in den frühen 1920er Jahren vom Ford Modell T in beispielloser Weise dominiert.
Eher regional tätige Automobilhersteller waren in den Jahren vor 1930 keine Seltenheit; vielen der kleinen Produzenten fehlten die finanziellen Mittel, um eine nationale oder gar internationale Verkaufsorganisation aufzubauen und zu unterhalten. Inter-State gehörte mit einem fast immer dreistelligen Jahresausstoß vor 1915 zu den kleineren von ihnen. Das besserte sich etwas mit dem Model T, doch dürften die Verkäufe mit jeweils etwas über 1000 Exemplaren jährlich kaum als befriedigend angesehen worden sein. Auch der Exportanteil dürfte winzig gewesen sein, was auch erklärt, dass die Marke in Europa kaum bekannt ist.
Ein Inter-State Model T kostete etwa halb so viel wie frühere Modelle der Marke. Den Luxusmarkt, den Inter-State mit Fifty und Model 45 zaghaft betreten hatte, teilten sich andere wie Pierce-Arrow, Packard, Lincoln und eine große Zahl kleiner und kleinster Hersteller wie Du Pont, Locomobile, Peerless, Lozier, Mercer oder Simplex. Die meisten waren am Ende des folgenden Jahrzehnt verschwunden.

### Werbung
Werbesprüche für das Model T lauteten:
- "The 1000 Dollar Car."[17]
- "Suggest your own test."[17]
- "Extra Value."[14]

## Inter-State Model T heute
2010 existierten noch mindestens sechs Inter-State Model T. Dem Informationsaustausch unter den Besitzern eines Inter-State dient die Inter-State Motor Car Registry.

## Modellübersicht
| Modell             | Bauzeit | Motor                       | Hubraum c.i./cm³ | Leistung bhp/kW | Radstand in/mm | Karosserie                  | Preise US$ | Bemerkungen                                |
| ------------------ | ------- | --------------------------- | ---------------- | --------------- | -------------- | --------------------------- | ---------- | ------------------------------------------ |
| Model TR Series 71 | 1915    | R4 R4 sv Rutenberg & Beaver | 192,4 / 3153     | 30 / 22,4       | 110,0 / 2794   | Touring, 5 Pl.              | 1000.-     | Motor 1915–1916; auch Rutenberger & Beaver |
| Model T Series 71  | 1916    | R4 sv Rutenberg & Beaver    | 192,4 / 3153     | 30 / 22,4       | 110,0 / 2794   | Touring, 5 Pl.              | 850.-      | Motor 1915–1916; auch Rutenberger & Beaver |
| Model T Series 71  | 1916    | R4 sv Rutenberg & Beaver    | 192,4 / 3153     | 30 / 22,4       | 110,0 / 2794   | Roadster, 2 Pl.             | 850.-      | Motor 1915–1916; auch Rutenberger & Beaver |
| Model T Series 71  | 1916    | R4 sv Rutenberg & Beaver    | 192,4 / 3153     | 30 / 22,4       | 110,0 / 2794   | Sedan, 5 Pl.                | 1050.-     | Motor 1915–1916; auch Rutenberger & Beaver |
| Model T Series 71  | 1916    | R4 sv Rutenberg & Beaver    | 192,4 / 3153     | 30 / 22,4       | 110,0 / 2794   | Coupé, 2 Pl.                | 1050       | Motor 1915–1916; auch Rutenberger & Beaver |
| Model T            | 1917    | R4 ohv Beaver               | 192,4 / 3153     | 31 / 23.1       | 110,0 / 2794   | Touring, 5 Pl.              | 850.-      |                                            |
| Model T            | 1917    | R4 ohv Beaver               | 192,4 / 3153     | 31 / 23.1       | 110,0 / 2794   | Roadster, 2 Pl.             | 850.-      |                                            |
| Model T            | 1917    | R4 ohv Beaver               | 192,4 / 3153     | 31 / 23.1       | 110,0 / 2794   | Divided Seat Touring, 5 Pl. | 895.-      |                                            |
| Model T            | 1917    | R4 ohv Beaver               | 192,4 / 3153     | 31 / 23.1       | 110,0 / 2794   | Roadster, 4 Pl.             | 895.-      |                                            |
| Model T            | 1917    | R4 ohv Beaver               | 192,4 / 3153     | 31 / 23.1       | 110,0 / 2794   | Sedan, 5 Pl.                | 1250.-     |                                            |
| Model T            | 1917    | R4 ohv Beaver               | 192,4 / 3153     | 31 / 23.1       | 110,0 / 2794   | Deluxe Delivery             | 850.-      |                                            |
| Model T            | 1918    | R4 ohv Beaver               | 192,4 / 3153     | 31 / 23.1       | 110,0 / 2794   | Touring, 5 Pl.              | 925.-      |                                            |
| Model T            | 1918    | R4 ohv Beaver               | 192,4 / 3153     | 31 / 23.1       | 110,0 / 2794   | Roadster, 2 Pl.             | 875.-      |                                            |
| Model T            | 1918    | R4 ohv Beaver               | 192,4 / 3153     | 31 / 23.1       | 110,0 / 2794   | Roadster, 4 Pl.             | 950.-      |                                            |
| Model T            | 1918    | R4 ohv Beaver               | 192,4 / 3153     | 31 / 23.1       | 110,0 / 2794   | Touring Sedan, 5 Pl.        | 1325.-     |                                            |
| Model T            | 1918    | R4 ohv Beaver               | 192,4 / 3153     | 31 / 23.1       | 110,0 / 2794   | Delivery Wagon              | 875.-      |                                            |